# أديلا فيلاردي بيريز

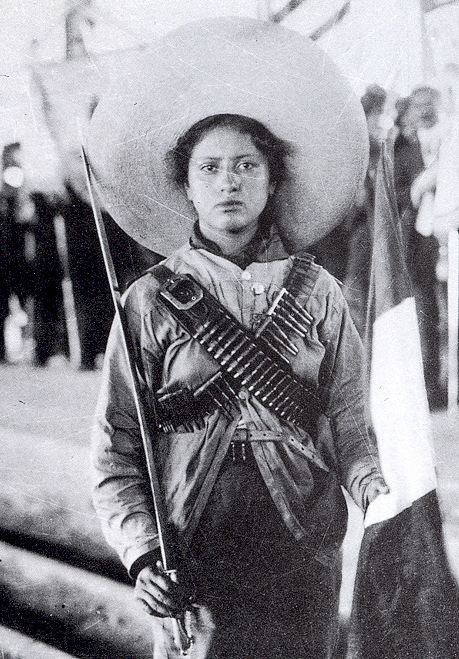
أديلا فيلاردي بيريز

ولدت أديلا فيلاردي بيريز (باالإنجليزية: Adela Velarde Pérez؛ 8 سبتمبر 1900 في سيوداد خواريز بالمكسيك - وفي 9 أبريل 1971 في الولايات المتحدة) كانت ناشطة مكسيكية، وقد قاتلت في الثورة المكسيكية.

## السيرة الذاتية
كانت آديلا فيلاردي بيريز إبنة أحد الأهالي الأثرياء المقيمين في سيوداد خواريز، وقد انجذبت لدراسة الطب في سن الشباب، وانضمت في عام 1915 إلى جمعية الصليب الأبيض المكسيكية، وكانت مؤسسة مجموعة سولدادراس الثورية (النساء المجندات)، وكان هؤلاء النسوة هم اللائي قمن بمعالجة الجنود الجرحى في ساحة المعركة، حتى أن بعضهن قد حملن السلاح وقاتلن. 
وعلى هذا الحال لم يكن قدر آديلا فيلاردي في الحرب قد عُرِف بعد، وتم نسيانها بعد الثورة المكسيكية، وفي عام 1962 فقط تم الاعتراف بها في النهاية باعتبارها من قدامى المحاربين في الثورة ولمعارضتها لحكومة فيكتوريانو ويرتا توفيت في فقر مدقع في الولايات المتحدة عام 1971.

## الذكرى والموروث
تُعرف أديلا فيلاردي بيريز الآن على أنها المرأة التي يمثل اسمها جميع الممرضات اللائي قدمن خدماتهن ليس لرعاية المرضى والجرحى خلال الثورة المكسيكية فحسب بل بحمل الأسلحة والعناية بالطعام وحتى المشاركة في المعارك إذا لزم الأمر أيضاً.
هذا وقد أهدى لها الملحن أنطونيو ديل ريو أغنية "No me importa" (أنا لا أهتم) وقد أوضح: "تم تأليف عدة أغانٍ مثل La Charrita ووفقاً لبعض الإصدارات فقد صدرت لها نسخة أغنية La Adelita آديلا".